# Zdbowo
Zdbowo [ˈzdbɔvɔ] là một ngôi làng thuộc khu hành chính của Gmina Tuczno, thuộc hạt Wałcz, West Pomeranian Voivodeship, ở phía tây bắc Ba Lan. Nó nằm khoảng 7 kilômét (4 mi)    về phía đông bắc của Tuczno, 18 km (11 mi) về phía tây của Wałcz và 111 km (69 mi) về phía đông của thủ đô khu vực Szczecin.
Trước 1772, khu vực này là một phần của Vương quốc Ba Lan, 1772-1945 Phổ và Đức. Để biết thêm về lịch sử của nó, xem Quận Wałcz.
Ngôi làng có dân số 300 người.